# Curling alla XXV Universiade invernale
I tornei di curling della XXV Universiade invernale si sono svolti alla Milli Piyango Curling Arena di Erzurum, in Turchia, dal 27 gennaio al 6 febbraio 2011.
Sia il torneo maschile che quello femminile prevedevano un girone all'italiana di dieci squadre. Le prime quattro classificate hanno disputato semifinali e finali per le medaglie.

## Squadre partecipanti
| Torneo Maschile | Torneo Femminile                                                                                                 |
| --- | --- |
| - Canada - Corea del Sud - Norvegia - Regno Unito - Rep. Ceca - Slovenia - Stati Uniti - Svizzera - Svezia - Turchia | - Canada - Cina - Corea del Sud - Germania - Giappone - Regno Unito - Rep. Ceca - Russia - Stati Uniti - Turchia |

## Podi

### Uomini
| Evento             | Oro           | Argento  | Bronzo    |
| Curling (dettagli) | Corea del Sud | Svizzera | Rep. Ceca |

### Donne
| Evento             | Oro         | Argento | Bronzo        |
| Curling (dettagli) | Regno Unito | Russia  | Corea del Sud |

## Medagliere
| Posizione | Paese         | Oro | Argento | Bronzo | Totale |
| --------- | ------------- | --- | ------- | ------ | ------ |
| 1         | Corea del Sud | 1   | 0       | 1      | 2      |
| 2         | Regno Unito   | 1   | 0       | 0      | 1      |
| 3         | Russia        | 0   | 1       | 0      | 1      |
|           | Svizzera      | 0   | 1       | 0      | 1      |
| 5         | Rep. Ceca     | 0   | 0       | 1      | 1      |
| Totale    | Totale        | 2   | 2       | 2      | 6      |